# Larnas
Larnas település Franciaországban, Ardèche megyében. Lakosainak száma 272 fő (2022. január 1.). Larnas Gras, Saint-Montan, Saint-Thomé, Valvignères és Viviers községekkel határos.

## Népesség
A település népességének változása:
| Lakosok száma | 52   | 83   | 70   | 91   | 214  | 223  | 238  | 243  | 250  | 272  |
|               | 1968 | 1982 | 1990 | 2006 | 2013 | 2015 | 2017 | 2019 | 2020 | 2022 |